# Ист Пало Алто (Калифорнија)
Ист Пало Алто (енгл. East Palo Alto) град је у америчкој савезној држави Калифорнија. По попису становништва из 2010. у њему је живело 28.155 становника.

## Демографија
Према попису становништва из 2010. у граду је живело 28.155 становника, што је 1.351 (4,6%) становника мање него 2000. године.
| Група             | 2000.          | 2010.          |
| Белци             | 1.930 (6,5%)   | 1.754 (6,2%)   |
| Афроамериканци    | 6.796 (23,0%)  | 4.704 (16,7%)  |
| Азијати           | 657 (2,2%)     | 1.057 (3,8%)   |
| Хиспаноамериканци | 17.346 (58,8%) | 18.147 (64,5%) |
| Укупно            | 29.506         | 28.155         |